# Madeleine Angélique Neufville de Villeroy
Madeleine Angélique Neufville de Villeroy, duchesse de Boufflers et de Luxembourg, née en 1707, morte en 1787 est la fille de Louis Nicolas de Neufville de Villeroy et de Marguerite Le Tellier de Louvois. Elle est connue dans la littérature comme maréchale de Luxembourg.

## Biographie
Mariée à quinze ans au duc de Boufflers, Madeleine-Angélique a deux enfants :
- Charles Joseph de Boufflers, troisième et dernier duc de Boufflers, marié en 1747 avec Marie-Anne-Philippine-Thérèse de Montmorency, dont Marie-Amélie de Boufflers ;
- Josèphe-Eulalie de Boufflers, sans alliance.

De 1734 à 1749, elle est dame du palais de la reine Marie Leszczynska.
Elle devient veuve en 1747 et épouse en 1750 le maréchal de Luxembourg. Elle vient habiter le château de Montmorency où elle fut l'amie et la protectrice de Jean-Jacques Rousseau. Après la mort du maréchal de Luxembourg en 1764, elle ouvre sa maison à tous les grands noms nobiliaires, artistiques et littéraires de Paris.

## Source
« Madeleine Angélique Neufville de Villeroy », dans Pierre Larousse, Grand dictionnaire universel du XIXe siècle, Paris, Administration du grand dictionnaire universel, 15 vol., 1863-1890 [détail des éditions].